# Prostheclina boreoaitha
Prostheclina boreoaitha là một loài nhện trong họ Salticidae.
Loài này thuộc chi Prostheclina. Prostheclina boreoaitha được Richardson & Marek Żabka miêu tả năm 2007.